# Serhij Paramonow
Serhij Wolodymyrowytsch Paramonow (ukrainisch Сергій Володимирович Парамонов; * 16. September 1945 in Belorezk, Russische SFSR) ist ein ehemaliger sowjetischer Degenfechter.

## Erfolge
Serhij Paramonow wurde 1969 in Havanna mit der Mannschaft Weltmeister. Silbermedaillen sicherte er sich 1970 in Ankara im Einzel sowie 1971 in Wien im Mannschaftswettbewerb. 1973 folgte in Göteborg zudem der Gewinn der Bronzemedaille mit der Mannschaft. Bei den Olympischen Spielen 1972 in München erreichte er mit der sowjetischen Equipe das Halbfinale, in dem sie sich Ungarn mit 5:8 geschlagen geben musste. Das Gefecht um Rang drei gegen Frankreich wurde mit 9:4 gewonnen, sodass Paramonow gemeinsam mit Hryhorij Kriss, Wiktor Modsolewski, Igor Valetov und Georgi Zažitski die Bronzemedaille erhielt. In der Einzelkonkurrenz schied er in der Halbfinalrunde als Sechster seiner Gruppe aus.
Paramonow focht für den Fechtclub VS Kiew.